# Edelfa Chiara Masciotta
 (Torino, 14 febbraio 1984) è una showgirl, attrice ed ex modella italiana.

## Biografia
La sua carriera nel mondo dello spettacolo è iniziata in concomitanza con la vittoria del concorso Miss Gran Prix nel 2002 ed è culminata con la vittoria a Miss Italia 2005; dove è stata incoronata dall'attore Bruce Willis in veste di presidente di giuria e da Miss Italia 2004 Cristina Chiabotto (anche lei torinese). È stata la madrina dei Giochi olimpici invernali di Torino 2006, che Rai 2 trasmise dal 10 al 26 febbraio. In tale occasione alla sfilata degli atleti ha portato il cartello che introduceva la squadra italiana.
Il 21 aprile 2006 è una dei concorrenti vip della prima edizione del talent show di Rai 1 condotto da Milly Carlucci Notti sul ghiaccio insieme al suo maestro francese Laurent Tobel, arrivando in finale. Dal gennaio 2007 affianca il Gabibbo per la nuova edizione di Paperissima Sprint, che continuerà anche per la stagione 2007-2008, venendo poi sostituita da Juliana Moreira. Nel 2008 è nel cast fisso del varietà Volami nel cuore, condotto da Pupo con il giovane Ernesto Schinella. Sempre nel 2008 appare come guest star nel programma televisivo per ragazzi The Band, trasmessa sul canale inaugurato l'ottobre dello stesso anno DeA Kids, l'episodio s'intitola Il cantante dei Pechino Motel.
È stata impegnata in diverse televendite Rai prestando il volto in particolare al brand d'arredamento Chateau d'Ax ed è stata testimonial di diversi marchi come Lea Foscati, la linea di gioielli Boccadamo e la linea di cosmetici Deborah Milano. Nel 2012 è tra gli interpreti secondari della serie televisiva di Canale 5 Le tre rose di Eva. Nel 2013 è nel cast della seconda stagione della fiction Rai Che Dio ci aiuti nel ruolo di Beatrice.

## Vita privata
Nell'aprile 2010 diventa madre del suo primogenito Andrea, il cui padre è il regista Roberto Cenci. Edelfa e il regista sono stati legati dal novembre 2008 al settembre 2012.
Nel 2013 inizia una relazione con l'ex calciatore Alessandro Rosina, dal quale ha avuto la sua secondogenita Aurora, nata nel marzo 2014 e il suo terzogenito Alessio, nato il 22 settembre 2016.
Nel 2019 è vittima di un incidente d'auto, a seguito del quale necessita di diversi interventi chirurgici al setto nasale e che la stanno portando a una parziale sordità.

## Programmi TV
- Miss Italia 2005 (Rai 1, 2005) - vincitrice
- Sanremo contro Sanremo (Rai 1, 2006)
- Notti sul ghiaccio (Rai 1, 2006) - concorrente
- Paperissima Sprint (Canale 5, 2007-2008) - co-conduttrice
- Volami nel cuore (Rai 1, 2008) - concorrente

## Filmografia

### Televisione
- The Band - serie tv (2008) 1 episodio
- Le tre rose di Eva – serie TV (2012-2014)
- Che Dio ci aiuti – serie TV (2013)

### Cinema
- Prima di lunedì - Film (2016)